# هوفن ان در نتس
هوفن ان در نتس (به آلمانی: Höfen an der Enz) یک شهر در آلمان است که در بادن-وورتمبرگ واقع شده‌است.
 هوفن ان در نتس  ۱٬۶۸۶ نفر جمعیت دارد.